# Opinogóra Górna (gemeente)
De gemeente Opinogóra Górna is een landgemeente in het Poolse woiwodschap Mazovië, in powiat Ciechanowski.
De zetel van de gemeente is in Opinogóra Górna.
Op 30 juni 2004 telde de gemeente 5986 inwoners.

## Oppervlakte gegevens
In 2002 bedroeg de totale oppervlakte van gemeente Opinogóra Górna 139,76 km², waarvan:
- agrarisch gebied: 91%
- bossen: 3%

De gemeente beslaat 13,15% van de totale oppervlakte van de powiat.

## Demografie
Stand op 30 juni 2004:
| Omschrijving                   | Totaal | Totaal | Vrouwen | Vrouwen | Mannen | Mannen |
| ------------------------------ | ------ | ------ | ------- | ------- | ------ | ------ |
| eenheid                        | aantal | %      | aantal  | %       | aantal | %      |
| inwoners                       | 5986   | 100    | 2927    | 48,9    | 3059   | 51,1   |
| bevolkingsdichtheid (inw./km²) | 42,8   | 42,8   | 20,9    | 20,9    | 21,9   | 21,9   |

In 2002 bedroeg het gemiddelde inkomen per inwoner 1529,34 zł.

## Administratieve plaatsen (sołectwo)
Bacze, Bogucin, Chrzanówo, Chrzanówek, Czernice, Długołęka, Dzbonie, Elżbiecin, Goździe, Janowięta, Kąty, Kobylin, Kołaczków, Kołaki-Budzyno, Kołaki-Kwasy, Kotermań, Łaguny, Łęki, Opinogóra Dolna, Opinogóra Górna, Opinogóra-Kolonia, Pajewo-Króle, Pałuki, Pokojewo, Pomorze, Przedwojewo, Przytoka, Rąbież, Rembowo, Rembówko, Sosnowo, Wierzbowo, Wilkowo, Władysławowo, Wola Wierzbowska, Wólka Łanięcka, Załuże-Imbrzyki, Załuże-Patory, Zygmuntowo.
Zonder de status sołectwo : Klonowo

## Aangrenzende gemeenten
Ciechanów, Ciechanów, Czernice Borowe, Gołymin-Ośrodek, Krasne, Regimin